# Александар Герст
Александар Герст је доктор геофизике и астронаут агенције Еса, рођен у Немачкој. Изабран је за астронаута у мају 2009. године, а током свог првог лета у свемир од маја до новембра 2014. године био је члан Експедиција 40/41 на Међународној свемирској станици. Следећи пут полетеће у орбиту око Земље 2018. године, као члан Експедиције 56, а притом ће постати и први Немац и други астронаут агенције Еса који је командовао станицом када преузме команду над Експедицијом 57.
Студирао је на Технолошком институту у Карлсруеу, где је дипломирао на основним студијама геофизике. Затим је студирао природне науке на Викторијанском универзитету у Велингтону (Нови Зеланд), где је завршио мастер студије. Од 2005. године радио је као истраживач да би 2010. одбранио и докторску тезу на Универзитету у Хамбургу; докторска дисертација бавила се геофизиком и динамиком вулканских ерупција.
У слободно време бави се планинарењем, роњењем и падобранством.